# Construcción de paz

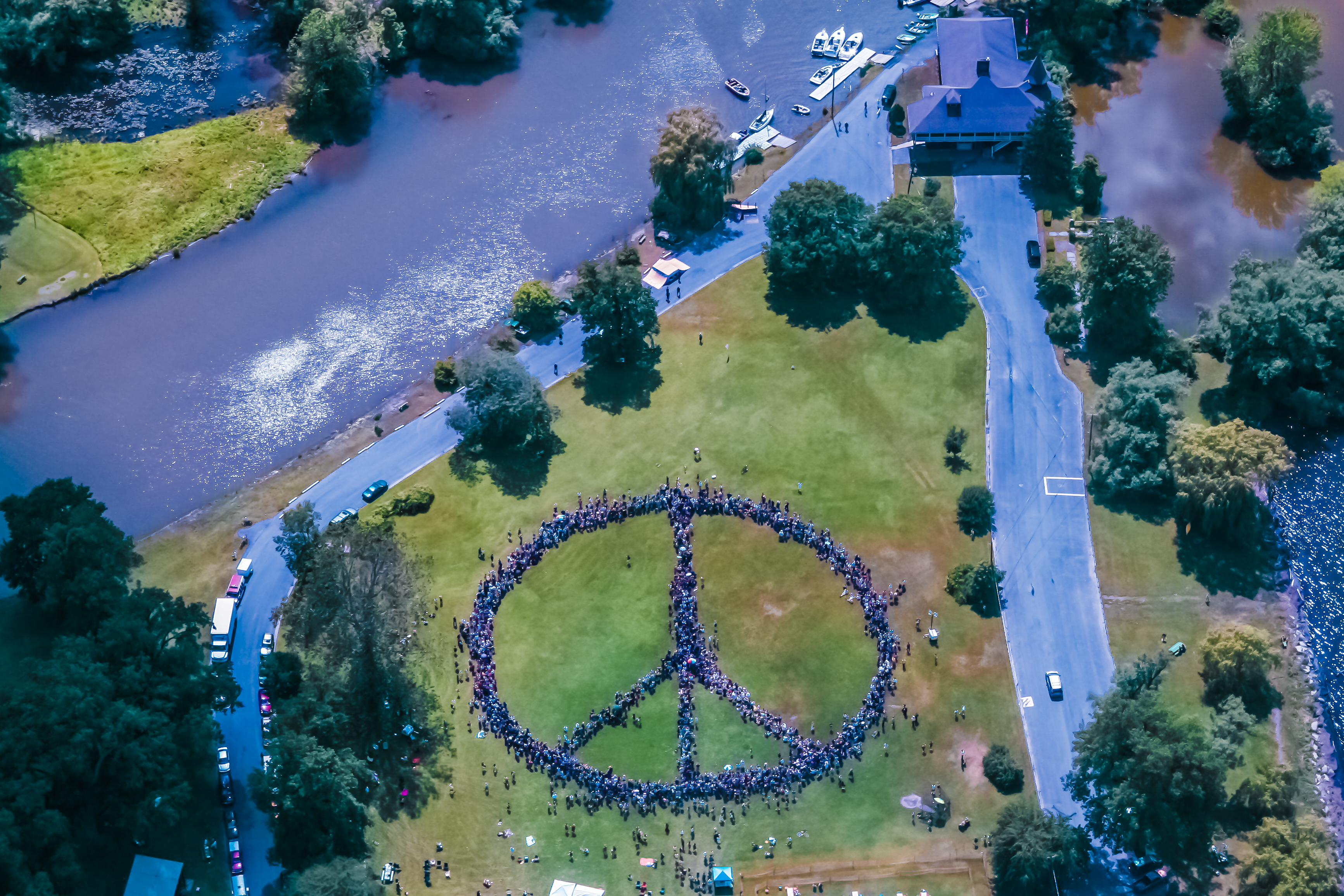
Signo de la paz humana: representa simbólicamente un enfoque holístico para la consolidación de la paz.

La construcción de paz, también conocida como consolidación de la paz, es el conjunto de acciones diseñadas para, por un lado, fortalecer las capacidades nacionales de gestión de crisis con el fin de prevenir los conflictos violentos, y por otro, crear las condiciones políticas, sociales y económicas necesarias para una paz duradera. 
La construcción de paz es un concepto amplio que abarca normalmente las iniciativas que se enmarcan dentro de dos ejes principales que forman parte del mismo proceso: 
1. La prevención y la gestión de los conflictos: implica un análisis de las causas de la violencia y las intervenciones necesarias para evitar que un conflicto se transforme en guerra, así como las iniciativas realizadas durante un conflicto armado. Dentro de este eje se encuentran las estrategias para ponerle fin a los conflictos existentes o que permitan que las tensiones existentes se resuelvan a partir de diferentes mecanismos como las acciones de diplomacia que puedan contribuir a detener la escalada de la violencia, la mediación, y la negociación de acuerdos de paz.
2. La rehabilitación postconflicto: en el corto plazo, implica un conjunto de mecanismos de justicia transicional, de reconstrucción de la memoria histórica, de reparación de las víctimas, de desmovilización, desarme y reintegración (DDR) de los excombatientes, etc. En el medio y largo plazo, las medidas que permitan abordar las causas que originaron el conflicto armado y sentar los cimientos sociales, políticos y económicos para lograr una paz duradera. En este sentido, la rehabilitación postconflicto es también una forma de prevenir los conflictos.